# Paul Bourgeois
Paul Bourgeois, född 13 februari 1898 i Bryssel, död 11 maj 1974 i Uccle, var en belgisk astronom.
Han var verksam vid Université Libre de Bruxelles.
Minor Planet Center listar honom som P. Bourgeois och som upptäckare av 1 asteroid.
Asteroiden 1543 Bourgeois är uppkallad efter honom.

## Asteroid upptäckt av Paul Bourgeois
| 1547 Nele | 12 februari 1929 |